# Dag Stokke
Dag Stokke, musicien norvégien né le premier avril 1967 et décédé d'un cancer le 27 avril 2011 à Gjøvik, fut de 1987 jusqu'à son décès le claviériste de TNT sans toutefois être un membre officiel de ce groupe. Dag Stokke joua pour la dernière fois en concert avec TNT le 5 mars 2011 à Umeå.

## Discographie

### TNT
- Realized Fantasies (1992)
- Three Nights in Tokyo (1992)
- Firefly (1997)
- Transistor (1999)
- My Religion (2004)
- All the Way to the Sun (2005)
- Live in Madrid (2006)
- The New Territory (2007)
- Atlantis (2008)
- A Farewell to Arms (2010)

### Vagabond
- Vagabond (1994)
- A Huge Fan of Life (1995)

### Divers
- Jorn - Starfire (2000)
- Unni Wilhelmsen - Disconnected (2001)
- Arnstein Hammershaug - Langsomme dager (2009)